# Örvarsson
Örvarsson ist ein isländischer Name.

## Herkunft und Bedeutung
Der Name ist ein Patronym und bedeutet Sohn des Örvar. Die weibliche Entsprechung ist Örvarsdóttir (Tochter des Örvar).

## Namensträger
- Atli Örvarsson (* 1970), isländischer Filmkomponist
- Grétar Örvarsson (* 1959), isländischer Sänger